# Tomomi Ogawa
Tomomi Ogawa (小川 ともみ, Ogawa Tomomi), née le 31 mai 1990 dans la préfecture de Hyōgo, connue sous son nom complet ou bien par son nom de scène Tomomi, est une musicienne, chanteuse et compositrice japonaise. Elle est la bassiste et la choriste du groupe de rock japonais Scandal. Elle co-écrit la plupart de leurs chansons tout au long de la carrière du groupe. 

## Biographie
Ogawa est née dans la préfecture de Hyōgo et est inscrite dans une école de talent à Osaka, nommée Caless. Avant sa carrière de musicienne, elle apparaît avec Mami Sasazaki et Yūya Matsushita dans une publicité télévisée.
Le 11 mars 2014, Oricon et Fuji Television annoncent que Tomomi Ogawa serait la nouvelle bassiste de Domoto Brothers Band, le groupe house qui joue pour l'émission de variétés musicale Shin Domoto Kyodai (堂 本). L'émission est animée par Koichi Domoto et Tsuyoshi Domoto. Sa première apparition à la télévision avec le groupe a lieu le 6 avril 2014.